# شفيتسوف أش-62
شفيتسوف أش-62 (عُرف باسم إم-62 قبل عام 1941) محرك طائرة شعاعي أُنتج في الاتحاد السوفيتي، و يتكون المحرك من 9 أسطوانات ويُبرد بالهواء. أُنتجت نسخة من المحرك في الصين تحت اسم إتش اس-5.

## التصميم والتطوير
كان محرك أش-62 تطوير لمحرك رايت أر-1820 سيكلون الذي صُنع في روسيا بترخيص تحت اسم شفيتسوف إم-25، و شملت التحسينات الرئيسية على شاحن توربيني سوبر ثنائي السرعة، و نظام حقن وقود أكثر كفاءة.
كما ازدادت القدرة من 775 حصان قدرة محرك سيكلون إلى 1000 حصان.
عمل المحرك لأول عمرة عام 1937، ومازالت تُنتج نسخ منه بترخيص بواسطة وسك "بزل-كاليسز" ‏ في بولندا تحت اسم أسز-62 (اعتبارا من 2007). كما أُنتج أيضا محرك أش-62 في الصين. و يقدر
أنه تم إنتاج 40361 محرك في الاتحاد السوفيتي.
تتوافق محركات أسز-62 أي أر البولندية الصنع مع لوائح الطيران الاتحادية ‏. و من التطورات الأخرى في بولندا محركات كيه 9-ايه ايه، و كيه 9-بي ايه، و كيه 9-بي بي، بقدرة إقلاع  بلغت 1178 حصان (860 كيلو وات)، و قدرة محددة 698 كيلو وات.
كان محرك إم-63 نسخة محسنة من إم-62 بزيادة في القدرة إلى 821 كيلو وات (1100 حصان) عند سرعة دورانية 2300 دورة في الدقيقة عند الإقلاع، و 671 كيلو وات (900 حصان) عند سرعة دورانية 2200 دورة في الدقيقة عند ارتفاع 4500 متر (14764 قدم) نتيجة نسبة الانضغاط المرتفعة والبالفة 1:7.2 و الحد الأقصى المرتفع للسرعة الدورانية.

## التطبيقات
- أنتونوف ايه إن-2
- أنتونوف ايه إن-6
- دي هافيلاند كندا دي إتش سي-3
- دوجلاس تي إس-62
- ليسينوف لي-2  [لغات أخرى]‏
- نيمان أر-10
- بوليكاربوف أي-153  [لغات أخرى]‏
- بوليكاربوف أي-16
- بزل-106 كرك  [لغات أخرى]‏ (بعض الأنواع)
- بزل-ميليك إم-18 درومادر
- بزل إم-24 درومادر سوبر  [لغات أخرى]‏ (كيه-9 ايه ايه)
- سوخوي سو-2
- سوخوي سو-12
- يونكرز يو-52 (طبقا لبعض المصادر)

## المواصفات (إم 62)

### مواصفات عامة
- النوع:محرك طائرة شعاعي أحادي الصف يبرد بالهواء، مكون من 9 أسطوانات و مزود بشاحن توربيني.
- قطر الأسطوانة: 155 مم.
- الشوط: 175 مم.
- سعة المحرك:1819 بوصة مكعبة (29.8 لتر).
- الطول:47.46 بوصة (1216مم).
- القطر:54.25 بوصة (1378مم).
- الوزن:1111 باوند (560 كجم).

### المكونات
- الصمامات: صمامات علوية (بالإنجليزية: Overhead valve).
- شاحن توربيني:شاحن توربيني طارد مركزيثنائي السرعة.
- نظام الوقود: مكربن هواء.
- نوع الوقود:بنزين رقم الأوكتان 87.
- نظام التزييت: حوض جاف مع مجموعة واحدة من مضخة ضغط أو نفايات.
- نظام التبريد: تبريد بالهواء.

### الأداء
القدرة الناتجة
- 1000 حصان (746 كيلو وات) عند سرعة دورانية2200 دورة/دقيقه عند الإقلاع.
- 850 حصان (634 كيلو وات) عند سرعة دورانية 2100 دورة/دقيقه على ارتفاع 13780 قدم (4200 متر).
- القدرة النوعية: 25.03 كيلو وات/لتر (0.55حصان/بوصة مكعب).
- نسبة الانضغاط: 1:6.4
- الاستهلاك النوعي للزيت: 0.77 باوند/حصان.ساعة (469 جرام/كيلو وات.ساعة).
- نسبة القدرة إلى الوزن: 0.81 حصان/باوند (1.3 كيلو وات/كجم).

## مزيد من القراءة
- Gunston، Bill (1986). World Encyclopedia of Aero Engines. Wellingborough: Patrick Stephens. ص. 154.
- Russian Aviation Museum
- Venik's Aviation نسخة محفوظة 25 سبتمبر 2006 على موقع واي باك مشين.
- Kotelnikov، Vladimir (2005). Russian Piston Aero Engines. Crowood Press Ltd. ص. 119–122.
- Liss، Witold (1966). The Polikarpov I-16 (Aircraft in Profile Number 122). Profile Publications Ltd.

## وصلات خارجية
- Producer's page WSK "PZL-Kalisz"
- asz-62ir.pl.tl
- AN-2 Aircraft